# Colin McRae Rally (jeu vidéo, 1998)
Pour la série de jeux vidéo, voir Colin McRae Rally.
 (avril 2020).
Si vous disposez d'ouvrages ou d'articles de référence ou si vous connaissez des sites web de qualité traitant du thème abordé ici, merci de compléter l'article en donnant les références utiles à sa vérifiabilité et en les liant à la section « Notes et références ».
Colin McRae Rally est un jeu vidéo de course de rallye automobile développé et édité par Codemasters, sorti sur PlayStation et Windows. Le jeu paraît en Europe en 1998, puis en Amérique du Nord en 2000. Réalisé avec le soutien du champion du monde des rallyes écossais Colin McRae, Colin McRae Rally est considéré à sa sortie comme la référence des simulations de rallye. Plusieurs suites voient le jour. Une adaptation Game Boy Color développée par Spellbound Entertainment et distribuée par THQ est publiée en Europe en 2001.

## Système de jeu
Le joueur incarne un pilote du championnat du monde des rallyes. Il a le choix entre différentes modèles de véhicules. Comme dans la réalité, il est secondé d'un copilote qui lui énonce les indications sur les difficultés à venir. Des indicateurs visuels apparaissent.
Les développeurs anglais de Codemasters ont fait de la simulation automobile une spécialité puisqu'ils développent également la série TOCA. Dans chacun de ces titres, Codemasters vise un équilibre entre le réalisme et le plaisir de jeu. Le joueur peut ainsi personnaliser sa voiture, en réglant les suspensions, les vitesses, les freins, et tout ce qui peut se régler sur une voiture de rallye. Avec le respect à la lettre du déroulement des rallyes, le joueur se trouve plongé dans une véritable compétition, où chaque seconde compte, où les trajectoires sont plus que jamais décisives et l'état fonctionnel de la voiture indispensable.

## Version Game Boy Color
Colin McRae Rally est aussi le nom du portage du jeu sur Game Boy Color. Il est édité par THQ et est sorti en 2001. Ce portage se joue en vue de dessus.